# Дом Растворовых
Дом Растворовых — историческое здание в Александрове. Объект культурного наследия регионального значения. Расположено на улице Ленина, дом 61.

## История
Дом построен, по одним данным, в середине XIX века, по другим — на рубеже XIX—XX веков. С 2020 года принадлежит Александровской районной детской школе искусств.

## Архитектура
Дом представляет собой небольшой одноэтажный особняк в стиле эклектики классицистического направления. Он возведён из кирпича, стены побелены. Дом прямоугольный в плане, несколько более длинная сторона вдоль улицы, на которую выходит главный, южный, фасад. С запада к дому пристроен тамбур со входом со стороны улицы. Ещё один вход находится со стороны двора, ему соответствует крупный ризалит на северном фасаде. Уличный фасад декорирован лопатками по углам, филёнками, обрамлёнными рамками, выше и ниже оконных проёмов. Рамки над окнами имеют заострённые завершения. Фасад венчает карниз с широким фризом, снабжённым нишками, а над ним по центру — аттик. Главный фход оформлен филёнчатыми лопатками, внешняя из которых завершается тумбой, трёхлопастным аттиком и ажурным металлическим козырьком. Тамбур выводит в коридор Г-образной формы, из которого — входы в комнаты. Три комнаты, выходящие окнами на улицу, ранее составляли анфиладу.